# León Roldós
León Roldós Aguilera (né le 21 juillet 1942 à Guayaquil) est un avocat et un homme d'État équatorien.